# 偽名
偽名（ぎめい）は、実際の名前を伏せて使われる、偽の名前のこと。

## 解説
何らかの活動に際して、活動目的にも拠り個人ないし集団が名前もしくは名称を隠すことも行われるが、この際に利用される名前・もしくは名称が偽名である。特に偽名を使わない場合は匿名と呼ぶが、偽名の場合は実在の、自分自身以外の名前を使うことも含まれる。
一般に、日本語で偽名と表現をする場合は、犯罪など不当な行為に際し名前を偽ることを指し、肯定的なニュアンスはあまりない。偽名と表現する場合は、もっぱら「第三者の目を欺くための嘘」という否定的なイメージが付きまとう。
なお、俳優・歌手などの芸能人が実名を隠してまったく別の名を使うことがあるが、この場合は基本的に芸名と称される（力士における四股名も同様）。この他にも、実際の戸籍などに登録された名前以外を使うケースでは、ペンネーム・ハンドルネーム・ラジオネームなどもあるが、これらを指して「偽名」と呼ぶことはあまりない。これは、相手側もその呼び名が本名ではないことを承知している事にもちなむ。こういった、双方が納得して架空の名称を使うケースで、似たようなものには仮名（かめい）・ないし仮称（便宜的に名称を与えて呼ぶこと）もあるが、これらも偽名の範疇からは外れるとされる。総じてこれらはニックネーム（愛称・通称・通名）と呼ばれる場合が多く、偽名は基本的には“他人を欺くため”に使われる名前のことを指す。
病気に対する社会的認知が不十分であり、病気に対する偏見が強かった時代には、ハンセン病等の療養所で入所者が別の名前を名乗るといったケースがアメリカや日本で見受けられた。これは、家族など親族への風評差別を防ぐという点も、理由のひとつとして挙げられる。ただし、自分の名前をそのまま使った場合もある。後年にらい予防法が廃止された時点で、それまでの偽名を止めて元の名前に戻した人もいる。その名を長く使っている人の場合は愛着が湧く事もあり、またその名前で有名になった場合もある。ただし、社会に出れば、免許証での表記や病院の呼び出しなどではすべて本名で扱われるため、そこに逆に違和感を覚えた例もあるという。これらの問題に関しては、ハンセン病#偽名・仮名の使用を参照されたい。
また第二次世界大戦中、オーストラリアのカウラに収容されていた日本人捕虜の多くは、捕虜になったことを恥じ、本名を名乗らなかった。そのため、後に起きた脱走事件（カウラ事件）の犠牲者の墓地には、偽名が記されている。
他に、会社が社員に対して、同姓の社員がいるとの理由で偽名の使用を強制した例が存在する。偽名使用を命ぜられた社員はこれを嫌がって出社拒否したところ、会社から事実上解雇され、社員は「偽名の使用を強いられ精神的苦痛を受けた」などとして、会社に対し損害賠償の支払いなどを求め訴訟を起こしている。ただし、旧姓時代からの活動が長年続き実績も周囲に認知されている等の理由で、職場の容認のもと婚姻等ののち戸籍名とは異なる旧姓を名乗る場合は、「旧姓通称利用」と呼び、区別する。

## 利用傾向
悪用を目的としたもの
偽名を使うことによって、犯罪人は実名を知られることなく罪を犯すことができる。例えば、銀行口座の開設の際に偽名を用いて、他人から料金をだまし取る行為などに使われる。このような行為を防止する意味で、近年では金融機関での口座開設の際には、本人証明書類の提出が求められるようになった。
個人情報流出を避ける目的のもの
風俗店での予約においては、予約者を識別するために氏名を明らかにするように求められる。個々の事情により風俗店を利用していることが他者に発覚すると不利益をこうむる場合には、偽名を用いる例もしばしば行われる。その一方、衆人の注目を集める側が自身の身分を隠して、宿泊施設などを利用する場合などにも用いられる。ことスキャンダルや疑獄事件では、自宅などに報道陣が集まっている場合に、それら報道機関関係者らとの衝突を避ける意図で、偽名により宿泊先を転々としたケースも過去に散見される。
映画作品、ゲーム作品などスタッフロールに偽名が使われる場合もある。これは、スタッフロールに本名を使うとそれが足掛かりとなってスタッフが同業他社からのヘッドハンティングに遭う恐れがあるため、という考えからなる。日本では昭和末期から平成初期にかけてこのような使い方が多かった。
無用な社会的摩擦を避ける目的のもの
過去に犯罪を犯した者が、更生し人生を再出発しようと決意しても、本人の周囲では名が広く知られているため、周囲から偏見の目で見られる例は少なくない（プライバシー面の配慮への問題点も指摘されてはいるが、それでもインターネット検索を行なえば重大事件に関わった人の名前は比較的容易に発見できる事が多い）。この場合、無用な社会的摩擦や圧力を避けるため・さらには人生の再出発の意味も込めて、本名とは違った名を使う（法的な手続きを踏んで戸籍名も正式に改姓・改名する例もある）者もいる。また、日本在住で中国系・韓国系など、アジア系にルーツがある者のうちには、日本の社会に生きるうえで無用な摩擦は避けたい・しかし帰化することで出身国との絆が断たれる事には後悔の念がある、といった発想から、日本人的な名を名乗る者もいる（通名）。
政治的な弾圧から身を守るためのもの
非合法の政治団体に所属する人々は、公安警察の目を欺くために偽名を用いることが多い。例えば、ロシア革命に参加したレーニン、スターリン、トロツキーは、いずれも偽名である。
スティグマ、偏見の害から家族および自分自身を守るため
ハンセン病療養所において、スティグマ、偏見から家族、自分自身を守るために偽名、仮名が使われたのは普通のことであった。日本のみならず、アメリカでも同様であった。

## 法律
日本では偽名を取り締まるためによく使われる法律や刑法上の罪としては旅券法、旅館業法、文書偽造罪があげられる。